# Фин ерб
Фин ерб е смес от подправки, която се използва предимно в средиземноморската кухня. Съдържаниието ѝ включва: магданоз, див лук, естрагон (тарос) и кервел (див керевиз).
Тези „фини билки“ не са всички билки, които се появяват в тази смес, но са основни. Освен тях (или към тях) могат да се добавят (но могат и да липсват) и следните подправки: майорана, кресон, северна смирна (Myrrhis odorata), маточина.
- магданоз(Petroselinum crispum)
- див лук (Allium schoenoprasum)
- естрагон
- керевиз
- майорана
- кресон
- северна смирна
- маточина (Melissa officinalis)